# دهستان طاغنکوه شمالی
طاغنکوه شمالی، دهستانی از توابع بخش طاغنکوه شهرستان فیروزه در استان خراسان رضوی ایران است.

## تقسیمات کشوری
دهستان طاغنکوه یکی از دهستان‌های بخش تخت جلگهٔ شهرستان نیشابور بود. نام آن بر اساس مصوبهٔ هیئت وزیران در تاریخ ۲۹ آذر ۱۳۸۳ به دهستان طاغنکوه شمالی تغییر یافت و به تابعیت بخش طاغنکوه درآمد. با تأسیس شهرستان فیروزه در سال ۱۳۸۶ این دهستان نیز جزئی از شهرستان فیروزه شد.

## جمعیت
براساس سرشماری عمومی نفوس و مسکن در سال ۱۳۸۵ جمعیت دهستان طاغنکوه شمالی ۱۵۶۸۶ نفر (۳۹۶۴ خانوار) بوده‌است. جمعیت این دهستان در سال ۱۳۹۰ به ۱۳۲۲۱ نفر رسیده‌است.